# Битва на Дабикском поле
Битва на Дабикском поле (араб. مرج دابق marj dābiq‎; тур. Merc-i Dâbık Muharebesi) — решающее сражение Османо-мамлюкской войны (1516—1517), «одно из крупнейших сражений в мировой истории». Битва произошла 24 августа 1516 года недалеко от города Дабик, в 44 км к северу от Алеппо (современная Сирия).
Победа в этой битве принесла Селиму контроль над Сирией и открыла путь на Каир. В итоге Селим покорил Мамлюкский султанат и присоединил его земли к Османской империи.

## Предыстория
Подчинив своей власти Юго-Восточную Анатолию и захватив Курдистан, Селим I исключил всякую возможность восстания в тылу. Султан решил напасть на Египет, но сначала отправил в Каир посланцев с требованием подчинения. Селим покинул Константинополь одновременно со своими послами и выехал в Сирию для подготовки похода. Послы Селима застали Кансуха аль-Гаури в Алеппо. Мамлюкский султан отреагировал резко, он необдуманно оскорбил их и захватил в плен. После этого Селим I объявил войну мамлюкскому султану Кансуху ал-Гаури. Пятого августа 1516 года османская армия вторглась в Сирию. Кансух аль-Гаури освободил пленённых посланников Селима и попытался начать переговоры, но было поздно.

## Битва

### Силы сторон
Османская армия и армия мамлюков были почти равны по количеству солдат. Османские источники (Феридун-бей и Саад-эд-дин) оценивали численность армии мамлюков в битве при Мардж-Дабике в 20–30 тысяч человек, арабские источники писали, что в армии Селима было от 60 до 120 тысяч солдат, но более реалистичной является оценка около 80 тысяч. Из них примерно 12 тысяч тюфекчи (янычаров с огнестрельным оружием), около 30 тысяч армия центра, 20 тысяч армия Анатолии и 20 тысяч армия Румелии.
В армии мамлюков было по разным оценкам 60 или около 70-80 тысяч человек.

### Расположение армий
Армия султана Кансуха аль Гаури встретилась с османскими силами 24 августа 1516 года в воскресенье утром в одном дне пути от Халеба на Дабикском поле (Мардж Дабик), где, согласно исламской традиции, находится гробница Давида.
В центре Османской армии находились султан и великий визирь Синан-паша с янычарами и азапами. Перед тюфекчи (солдатами, вооружёнными ружьями), были поставлены 300 повозок, соединённых друг с другом цепями и выстроенных полукругом. За этим заграждением янычары скрывались от атак конницы, беспрепятственно ведя стрельбу по противнику.
Матракчи Насух принимал участие в египетской экспедиции как военный инженер и оставил свои наблюдения в книге Fethnâme-i Diyâr-ı Arab, единственная копия которой хранится в Библиотеке Nûrosmâniye в Стамбуле (№ 4.087). Имевший прекрасное образование и разнообразные таланты, Насух оставил ценную и оригинальную информацию о расположении войск. На правом фланге османской армии находились бейлербей Анатолии Зейнел-паша, бейлербей Карамана Хюсрев-паша, бейлербей Дулкадира Шехсувароглу Али-бей и Рамазаноглу Махмуд-бей. Командовал правым флангом Хадым Синан-паша. Левым флангом командовал визирь Девширме Юнус-паша, впоследствии ставший великим визирем. Среди офицеров левого фланга можно назвать бейлербея Румелии Юсуфа-пашу, бейлербея Рума (Амасьи) Султанзаде дамада Исфендияроглу Мехмеда-пашу, бейлербея Диярбакыра Быйыклы Мехмеда-пашу, сыновей Менгли Герая, Саадет Герая и Мубарак Герая. Шукри Битлиси описывал, как перед битвой визири Синан-паша и Юнус-паша в присутствии султана жёстко спорили, затем султан отправил их на разные фланги: Синана на правый, а Юнуса на левый.
Султан Кансух командовал центром мамлюкской армии. Правым флангом командовал наиб Сирии (Дамаск), Шай-бей, левым флангом — «наиб-и султан» северной Сирии (Халеб) Хайр-бей. Кансух носил лёгкий тюрбан, чтобы защитить голову от палящего солнца, и синюю мантию, на плечах он держал боевой топор, когда объезжал ряды армии. Касым ибн Ахмед, племянник Селима, находился рядом с Кансухом, над претендентом на османский трон развевался жёлтый (по другим данным красный) шёлковый флаг. Кансух лично руководил войсками в бою и взял с собой большую часть своего правительства. Командиры армии мамлюков и четыре главных кади стояли под красным знаменем султана. Справа от них стоял духовный глава империи, калиф аль-Мутаваккиль III, под своим собственным знаменем. Гансух был окружён сорока потомками Пророка Мухаммеда, которые несли копии Корана, завёрнутые в жёлтые шёлковые тюрбаны. К ним примыкали лидеры суфийских орденов под зелёными, красными и чёрными знамёнами.

### Ход сражения
Бой начали наиб Сирии Шай-бей и атабек Судун аль-Аджами. Его войско отчаянно сражалось и даже потеснило османские ряды. Шай-бею удалось нанести большой урон живой силе противника (около 10 тысяч человек) и захватить 7 штандартов. По словам современника событий египетского историка Ибн Ийяса, Селим думал об отступлении или даже сдаче, хотя османские историки не подтверждали этого. День тоже был очень жарким, и между противоборствующими армиями поднималась такая пыль, что они едва могли видеть друг друга.

Но среди сражавшихся мамлюков распространился слух о том, что султан якобы приказал части войск вообще не вступать в бой, а позволить половине армии сражаться в одиночку, что ослабило их пыл. Тем временем атабек Судун и Шай-бей погибли, большая часть их солдат погибла. За этим последовало предательское бегство Хайр-бея, наиба Алеппо, и вызванное этим бегством поражение левого фланга. Хайр-Бей ещё до битвы тайно вёл переговоры с Селимом и они пришли к соглашению. Султан Кансух аль-Гаури остался на поле боя с флагом и небольшим отрядом мамлюков. Ибн Ийас сообщал, что султан начал кричать: «Сейчас время не спасать себя, сейчас время, чтобы показать свою доблесть». Но никто не слушал его. Тогда среди всеобщей паники он велел молиться о победе. Один из эмиров, поняв, что разгром неизбежен, предложил султану спасать себя. 

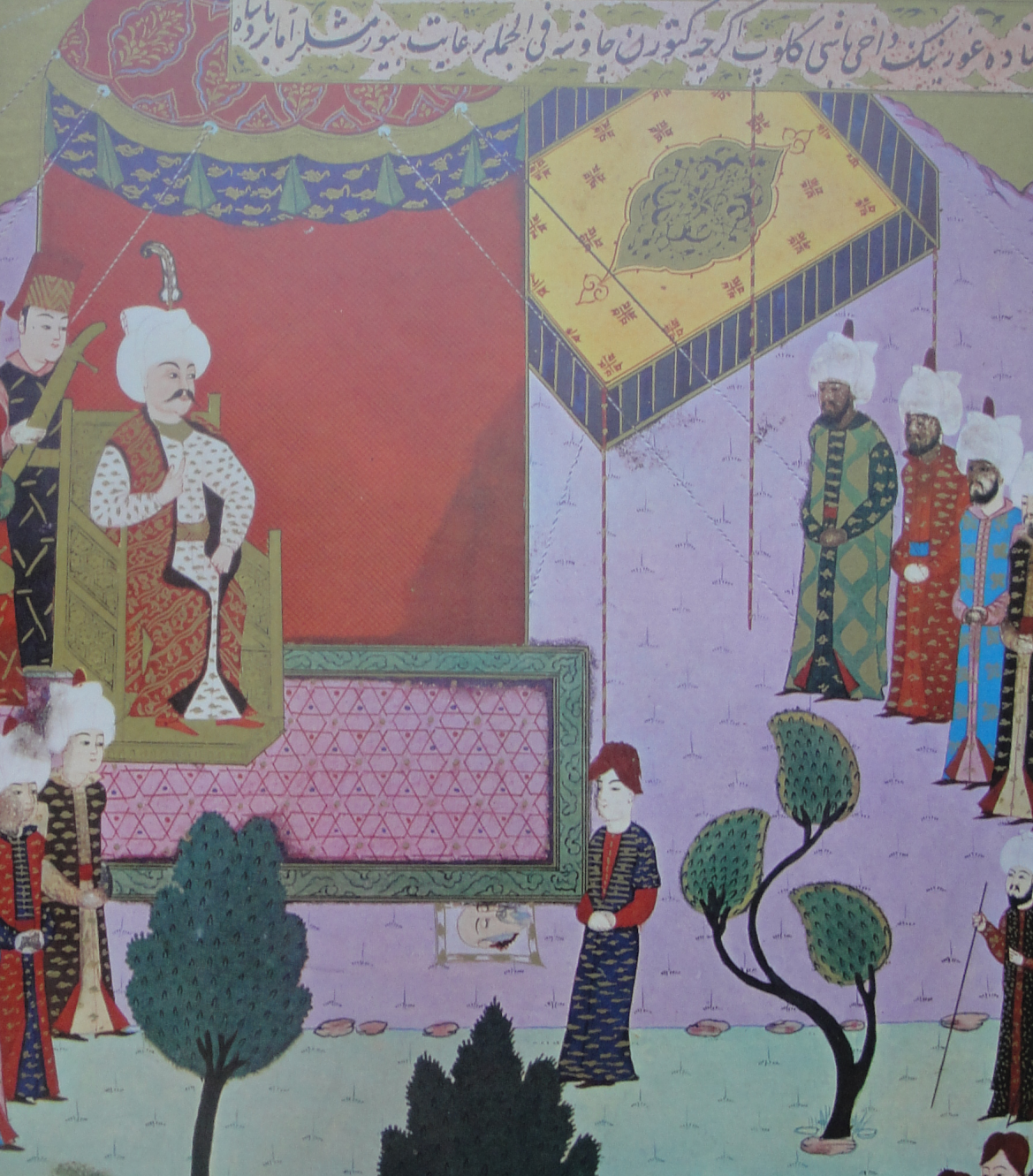
Голову Кансуха аль-Гаури доставили в шатёр Селима I. Hunername I, fol.211a, 1584

Армия мамлюков отступила. Многие командиры мамлюков, включая главных, были взяты в плен или погибли. Около 2000 пленных мамлюкских солдат были казнены, небольшая часть пленников получила свободу.
Среди погибших в бою были султан Кансух аль-Гаури и командующий правым флангом Шай-бей. Пожилой султан умер, пытаясь спастись с поля боя. Смерть султана произошла при невыясненных обстоятельствах, современники событий оставили различные описания его смерти, а историки придерживаются различных версий: яд, инсульт, сердечный приступ. Он упал и скончался на месте. Судьба его тела осталась неизвестна. Некоторые историки писали, что оставленное сбежавшей свитой тело султана было затоптано лошадьми и так и не было найдено. Но Хаммер-Пургшталль был иного мнения. По его словам, чауш, которого отправили осматривать труп Кансуха аль-Гаури, отрубил ему голову и принёс её к ногам султана, но последний, вспомнив о ранге Гаури разгневался неуважительным отношением к телу султана и велел казнить его. Согласно Хаммеру, только заступничество визирей спасло жизнь чаушу. По разным источникам султану было в это время около 66, 77 лет или 80 лет.

## Причины поражения мамлюков
Некоторые источники сообщали, что после смерти Кансух аль-Гаури в мамлюкской армии распространился слух, что султан бежал с поля боя, якобы, из-за этого в мамлюкском войске начались волнения, переросшие в паническое бегство. Современные историки не подтверждают эту версию.
Основными причинами победы историки единодушно признают следующие факторы:
- Гениальное, по словам историка Ю.Озтуны, командование Селима[7].
- Техническое превосходство османской армии[22], выражавшееся, во-первых, в тренированности пехоты[23], а, во-вторых, в оснащении огнестрельным оружием. Лэйн-Пул называет «превосходящую численность и артиллерию» одной из причин поражения мамлюков[24]. Часть историков признаёт, что «воздействие турецкой артиллерии дали Селиму лёгкую победу»[3], или что артиллерия решила исход сражения[2][9]. Большинство отмечает «несравненное превосходство османского огнестрельного оружия»[7], «превосходную огневую мощь артиллерии»[23], «лучшую в мире турецкую артиллерию»[2][9].
- Разногласия внутри мамлюкской армии и предательство[3][25]. Во время боя в мамлюкской армии распространились слухи, что гвардию султана держат в резерве. Именно этим Ю.Петросян объяснял то, что часть солдат дезертировала, покинув поле боя или переметнувшись к османам[9]. Играло роль и нежелание воевать против единоверцев[2]. Хайр-бей воздерживался от участия в битве, а в критический момент перешёл на сторону султана Селима[20][22]. Историки признают, что своей победой Селим был частично обязаны предательству Хайр-бея[20][25].

## Значение
Всеми историками признаётся, что битва «определила судьбу Сирии» и предрешила переход Сирии под власть Османской империи на четыре столетия. Поражение ознаменовало начало распада империи мамлюков, которая доминировала на Ближнем Востоке в течение предыдущих двухсот пятидесяти лет.
Большинство мамлюкских наибов перешли на сторону Османской империи. Жители ряда сирийских городов изгнали мамлюкские гарнизоны и сдались Селиму I. Таким образом, Сирия подчинилась османам и превратилась в буфер между восточной границей Османской империи и Египтом. Путь на Египет Селиму был открыт. Кроме того, казна Кансуха аль Гаури и его эмиров, оставленная в Алеппо, попала в руки Селима, что лишило нового мамлюкского султана Туманбая возможности набрать новую армию.

## Комментарии
1. ↑  Матерью Зейнела была Айнишах, дочь Баязида II. Отцом Зейнела был Гёдек Ахмед, сын Гевхер-хатун и Угурлу Мехмеда, внук Мехмеда II и Узун Хасана [11].
2. ↑  Сын Кизил Ахмеда и Сельчук-хатун, дочери Мехмеда I.
3. ↑  «Наиб-и султан» — мамлюкский титул, генерал-губернатор, его власть была чуть больше, чем у османского бейлербея